# Pieve dei Santi Stefano e Margherita
La pieve dei Santi Stefano e Margherita è un luogo di culto cattolico situato nella frazione di Baccano, in piazza Santi Stefano e Margherita, nel comune di Arcola in provincia della Spezia. La chiesa è sede della parrocchia omonima del vicariato della Media Val di Magra della diocesi della Spezia-Sarzana-Brugnato.

## Storia e descrizione

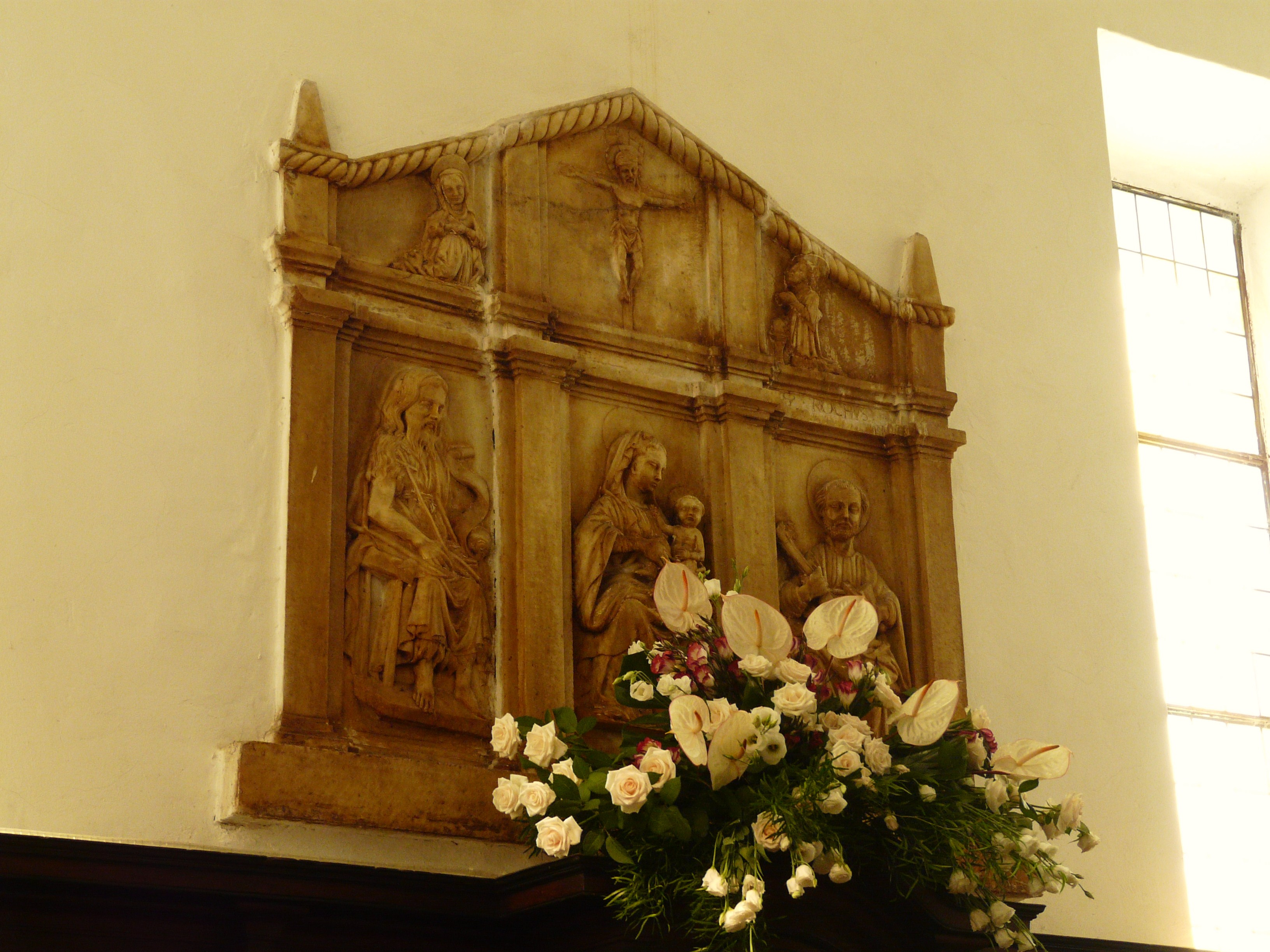
Trittico presso l'altare maggiore

La pieve dedicata a santo Stefano e santa Margherita è la chiesa matrice della comunità arcolana e la sua presenza è attestata da una bolla pontificia di papa Eugenio III del 1149 che la confermava tra i beni della bresciana abbazia di Leno. 
Peculiare la scritta che sovrasta il portone d'entrata della chiesa: Terribilis est locus iste.
L'architettura preromanica fu trasformata in età gotica e presenta un'abside quadrata, fiancheggiata da analoghe cappelle con ampi archi acuti a tre navate.
All'interno sono conservati un trittico marmoreo del XIV secolo che raffigura la Beata Vergine e i santi Pietro e Giovanni Battista e una tavola ad olio che ritrae Maria in trono con il Bambino Gesù e i santi Margherita, Nicolò, Bernardino da Siena e Stefano protomartire, del XVI secolo e donata alla pieve dai massari del santuario di Nostra Signora degli Angeli di Arcola. 
Del 1989 è la statua di Santa Margherita dello scultore Rino Mordacci. 

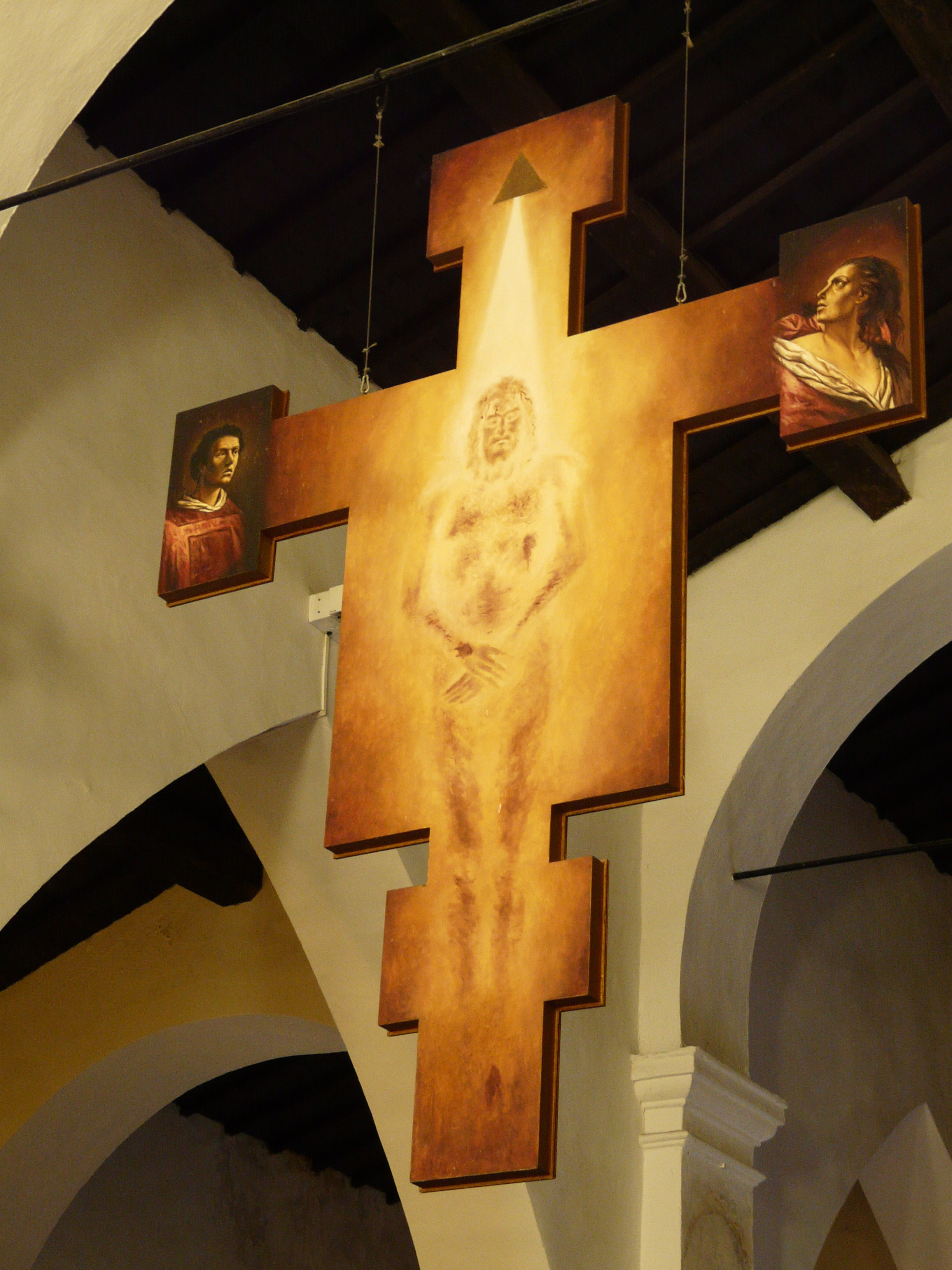
Particolare del crocifisso appeso sopra l'altare maggiore

All'esterno della chiesa si trova una fontana in pietra e mattoni fatta costruire dal vescovo di Luni Giovanni Battista Salvago nel 1626. Il muro retrostante è ornato da reimpieghi marmorei dell'antica Luni tra i quali spicca un mascherone probabilmente appartenuto a un sarcofago romano del II secolo.
Uno degli spigoli dell'edificio è visibilmente tagliato perché il 23 aprile 1945, durante la Liberazione di Arcola, le esigue dimensioni della sede stradale, stretta tra la chiesa e il muro di contenimento del cimitero monumentale, costrinsero gli Alleati a smussare un angolo dell'edificio per consentire il passaggio di un carrarmato statunitense che doveva procedere in direzione della Spezia. Precedentemente non era mai stato dato il permesso, non richiesto dagli americani, per effettuare l'allargamento e consentire il passaggio delle corriere.